# Битва за Кабало
Битва за Кабало — первая битва в ходе конголезского кризиса между войсками повстанцев Катанги и миротворцами миссии Организации Объединённых Наций в Конго. Катангские войска атаковали город Кабало в рамках более крупного наступления, предпринятого с целью восстановления своей власти на севере провинции, захваченном представителями народа луба, которые были дружественны Патрису Лумумбе и правительству Республики Конго (Леопольдвиль). Миротворцы, действуя в рамках выданного Советом Безопасности мандата, оказали нападавшим сильное сопротивление, взяв в плен тридцать наёмников и ликвидировав нескольких жандармов. Ополченцы луба же затопили паром и остановили бронепоезд, направленные на помощь наёмникам. В последний день, не сумев преодолеть сопротивление луба, катангская жандармерия ушла обратно, сосредоточив силы в операциях на юге страны.

## Предыстория
30 июня 1960 года Республика Конго (Леопольдвиль) получила независимость от Бельгии. Уже 5 июля среди солдат бывшей колониальной жандармерии, а на момент начала событий — основной составляющей вооружённых сил страны Force Publique начались мятежи, вызванные недовольством из-за продолжающегося доминирования белых офицеров. К 9 июля они распространились по всей стране и достигли провинции Катанга, на территории которой находилось значительное число горнодобывающих предприятий и минеральных ресурсов страны. Многие катангцы считали, что деньги от их разработки должны принадлежать им и опасались, что центральное правительство Патриса Лумумбы начнёт их перераспределение между более бедными регионами.
Не спросив разрешения и даже не уведомив центральное правительство бельгийцы высадили в Катанге свои войска де-факто с целью защиты горнодобывающих предприятий (официально — для защиты бельгийских гражданских лиц). Тогда же губернатор провинции Моиз Чомбе объявил о независимости Катанги и попросил помощи у европейцев. В ответ Лумумба и президент Конго Жозеф Касавубу обратились в ООН с просьбой прислать миротворческие силы для наведения порядка в стране. Совет Безопасности ООН согласился и принял несколько резолюций, сформировав многонациональную миротворческую миссию, известную под своим французским сокращением ONUC. Однако дальнейшие просьбы Лумумбы об оказании помощи в войне с сепаратистами были проигнорированы. По словам генерального секретаря ООН Дага Хаммаршёльда, целью ONUC являлось лишь «сдерживание чрезмерного насилия против гражданских лиц». Разочарованный Лумумба обратился за помощью к СССР, что привело к конфликту между ним и Касавубу, отстранению премьер-министра от власти и к его убийству в 1961 году. В ответ на это сторонники премьер-министра подняли ещё одно восстание, на сей раз в Стэнливиле.
Объявление о смерти Лумумбы заставило Совет безопасности расширить полномочия ONUC. Хаммаршёльд разрешил использовать силу для подавления наиболее активных очагов сопротивления центральной власти, а также ликвидации наёмных отрядов Катанги. Однако миротворцам было запрещено напрямую вмешиваться в конфликты между группировками при отсутствии угрозы их разрастания в полномасштабную гражданскую войну.

## Конфликт в северной Катанге

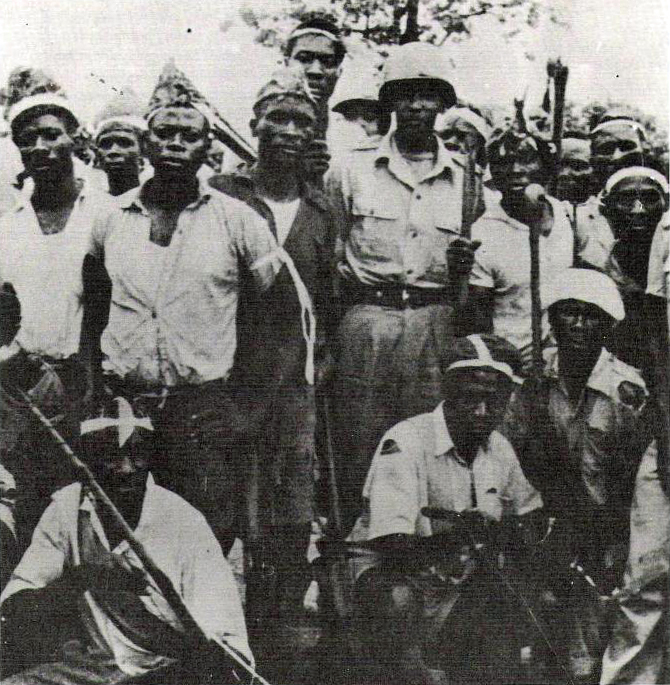
Отряды балуба, противников отсоединения

Не все партии Катанги были согласны с отделением от Конго. В частности против выступила «Генеральная ассоциация Балуба в Катанге» (фр. Association Générale des Baluba du Katanga, BALUBAKAT), партия, которая представляла народ луба (балуба). Некоторые политики балуба объединились с правительством Стэнливиля. 7 января 1961 года отряды последнего захватили часть северной Катанги. Лидеры BALUBAKAT объявили о независимости «Лулуабы», нового государства балуба. Эта территория официально была нейтральной зоной под контролем ONUC, однако де-факто её отряды были слишком слабы, чтобы держать ситуацию под контролем. Чомбе обвинил миротворцев в сговоре с повстанцами из Стэнливиля. Тогда же он заявил, что более не считает эту территорию демилитаризованной зоной. Тогда балуба начали атаку на железные дороги Катанги с целью подорвать их линии снабжения, не реагируя на приказы остановиться.
11 февраля 1961 года правительство Катанги объявило о начале наступления с целью уничтожения оппозиции балуба в северной Катанге. В операции участвовало около 5000 человек, которые были сосредоточены для наступления на север из Любуди. Они должны были отбить город Маноно, захватить район к югу от него и начать атаку на Кабало из Альбервиля на востоке и Конголо на севере. Кабало служил портом для пароходов вдоль реки Луалаба и был связан с железной дорогой, идущей из Альбервиля. Правительство Катанги проигнорировало резолюцию Совета Безопасности ООН от 21 февраля и продолжило выполнение своих планов по подавлению мятежных балуба в северных частях провинции. 30 марта катангская жандармерия захватила Маноно.

## Подготовка
Вся катангская операция была организована де-факто лишь с одной целью — для обеспечения безопасности железной дороги. Капитан Уильям Ричард Браун должен был возглавить группу из 30 наемников Compagnie Internationale, в основном состоящую из британцев и южноафриканцев, приземлившихся на взлетно-посадочной полосе Кабало на Douglas DC-4. Следом прибыли ещё три самолёта с жандармами, дополнительными отрядами наёмников и военной техникой. После на пароме должны были прибыть дополнительные отряды наёмников, в частности бельгийцев, а также бронепоезд с жандармами. По словам двух жандармов, позже захваченных ополченцами балуба, на нём находились 150 африканских жандармов, четыре белых жандарма и 11 членов экипажа. В целом в атаке на город принимало участие более 1000 человек. 27 марта бронепоезд покинул Альбервиль, собрал около 350 жандармов и проследовал в направлении Ньюнзу, в сторону Кабало. Катангские войска, наступавшие из Конголо, по мере продвижения сожгли одну из деревень луба.
Гарнизон Кабало состоял из двух рот эфиопского батальона ONUC, всего 400 военнослужащих. Его возглавлял полковник Алему. По словам катангского наёмника Джерри Пурена, ONUC была заранее предупреждена о нападении, когда бельгийский офицер передал копию плана наступления официальным лицам ООН в Леопольдвиле. Один раненый партизан BALUBAKAT также смог отступить в Кабало и сообщил о боевых действиях на севере.

## Битва
7 апреля 1961 года катангский Douglas DC-4 с Брауном и его наёмниками вылетел из Конголо и приземлился взлётно-посадочной полосе аэродрома Кабало около 10:30 того же дня, не встретив сопротивления. Высадив наёмников, самолёт покинул территорию. Их целью было занять железнодорожную станцию, но по пути к ней они натолкнулись на 200 эфиопских миротворцев, которые заняли позиции вокруг здания. Под прицелом войск ООН наёмники сложили оружие. Они были арестованы и заключены за решётку на вокзале. Из-за этого события следующие самолёты Катанги, совершив облёт взлётно-посадочной полосы, улетели обратно, не попытавшись высадить войска. Примерно в 13:10 к Кабало попытался пристыковаться паром, но он был обстрелян ополченцами луба, которые находились на противоположном берегу реки. Жандармы на борту открыли ответный огонь, в том числе из нескольких пулемётов, убив как минимум одного ополченца и ранив ещё нескольких, после чего скрылись за излучиной реки. После этого луба напали на бронепоезд в Китуле, в 35 километрах от Кабало. По сообщениям солдат ООН было убито 7 и ранено 3 ополченца, однако ополченцам удалось нанести существенный ущерб жандармам и не дать поезду достичь своей цели. Тем временем миротворцы направили собственный патруль, который должен был расследовать стрельбу у реки. Он попал в засаду, из которой удалось вернуться только одному человеку, который, однако, на время затерялся, остальные три — один офицер и два солдата — погибли в бою. Однако, несмотря на в целом неудачный поход жандармерии, правительство Катанги заявило, что их силам удалось захватить Кабало.
Утром 8 апреля эфиопы отправили патруль на поиски пропавшего солдата. Жандармы устроили на них ещё одну засаду, прикончив двоих миротворцев. Эфиопы ранили и позже взяли в плен трёх человек. Тем временем ополченцы луба обнаружили пропавшего солдата и вернули его на базу ONUC. Ближе к середине дня катангский паром предпринял ещё одну попытку пристыковаться, но был снова обстрелян ополченцами и эфиопами. Последним удалось затопить его с помощью выстрела из миномёта. Выжившие пересели на уцелевшую лодку и высадились дальше по реке. По заверениям одного из жандармов солдат ONUC пристрелил священника, который охранял катангцев и молил миротворцев не открывать огонь. По словам же Брауна, эфиопские войска были возмущены смертью двух своих товарищей на посту, и лейтенант ONUC, выведя наёмников из заключения, подготовился их расстрелять. Но в это время прибыл полковник Алему, остановил офицера и отвёл наёмников обратно на базу. К вечеру Кабало облетел катангский самолёт, который сбросил несколько бомб на деревню неподалёку, вызвав там пожар. Тогда же произошла небольшая стычка в 10 км к югу от города с участием жандармерии и ополчения луба.
После 8 апреля миротворцы не принимали активного участия в боевых действиях. Катангцы предприняли многочисленные попытки взять Кабало штурмом, однако все они были отбиты отрядами ополченцев луба. По сообщениям миротворцев в отместку за неудачу партизаны CONAKAT сожгли несколько деревень к востоку от города. 10 апреля командование ONUC направило в город дополнительную роту эфиопов и 400 малайских миротворцев для усиления гарнизона. Пленники были переведены на авиабазу в Камина. 11 апреля неподалёку от города приземлился боевой вертолёт жандармерии, обстреляв нескольких рыбаков, один из которых был ранен. По сообщениям ООН в ходе последующего столкновения с ополченцами было убито пять жандармов. В тот же день катангские войска окончательно покинули Кабало и продолжили операции на южных границах государства.

## Итоги
В ходе битвы было убито 5 миротворцев, ещё 4 получили ранения различной степени тяжести. О потерях в рядах луба ничего не известно. ONUC также удалось взять в плен 30 наёмников и ранить трёх жандармов, количество убитых среди них неизвестно. Раненым жандармам, двое из которых были европейского происхождения, была оказана необходимая помощь со стороны медицинского персонала миссии ООН, после чего они были переправлены в Альбервиль. Захваченные в плен наёмники были допрошены самими миротворцами. По словам Брауна, он записался в полицию и был «продан в эту тюрьму» (англ. Sold Up The River) бельгийскими офицерами колониальной жандармерии. Все признались, что участвовали в захвате Маноно, и предоставленная ими информация раскрыла ONUC информацию о том, каким образом правительство Катанги вербовало наёмников на юге Африки: вербовочные пункты присутствовали как в Родезии, так и в Южной Африке. После допроса наемники были переведены в Леопольдвиль, а затем депортированы из Республики Конго (Леопольдвиль) в Браззавиль. Поимка наемников привлекла большое внимание общественности и подтвердила, что британские граждане работали на Катангу. В ответ правительство Соединенного Королевства заявило, что паспорт любого британского гражданина, занятого на военной службе в Конго вне службы в ONUC, будет аннулирован.